# Schizoporella brunnescens
Schizoporella brunnescens is een mosdiertjessoort uit de familie van de Schizoporellidae. De wetenschappelijke naam van de soort is voor het eerst geldig gepubliceerd in 1890 door Ortmann.